# Brian Randle
Brian Charles Randle (Peoria, Illinois, 8 de febrero de 1985) es un jugador de baloncesto estadounidense con nacionalidad israelí que actualmente juega en el New Basket Brindisi en la Lega Basket Serie A.  

## Trayectoria deportiva
En 2014, el Maccabi anuncia en su red social el fichaje del ya exjugador del Haifa Brian Randle. El contrato es por una temporada con opción a otra y un salario de 275.000 dólares. Es algo habitual en el Maccabi nutrirse de los mejores jugadores de su liga, gracias a su poderosa económica en comparación a sus rivales domésticos. En la temporada en Haifa, promedió 12.2 puntos y 5.8 rebotes en la Winner League israelí y 11.9 puntos y 4.9 rebotes en la Eurocup.
En la temporada 2014-15, Randle tuvo un promedio de 10.9 puntos y 6.4 rebotes por partido en el liga israelí, y 12.0 puntos y 5.6 rebotes en la Euroliga, siendo uno de los mejores jugadores del Maccabi, pero no llegó a la final de la WinnerLeague.
En verano de 2015, tras terminar la temporada con el Maccabi, abandonó Tel Aviv rumbo al Lokomotiv Kuban. Pero al final el jugador no logró finalizar su fichaje por culpa de unas supuestas dolencias coronarias en el examen médico. El jugador viajó a los Estados Unidos para buscar una segunda opinión, allí el departamento médico de los Chicago Bulls no observaron nada que le impidiera seguir jugando. Ante esto el Maccabi se ha movido rápido y el jugador finalmente vuelve a Tel Aviv